# Violet Hill
Violet Hill – piosenka angielskiej grupy rockowej Coldplay, pochodząca z albumu Viva la Vida or Death and All His Friends. Została wydana 6 maja 2008 roku jako singiel zapowiadający wydanie nowego albumu. Teledysk do tego utworu został nakręcony na Sycylii, we Włoszech przez Ase Mader. Premiera teledysku odbyła się 19 maja 2008 roku.

## Lista utworów
- iTunes

1. „Violet Hill” (radio edit) – 3:21

- 7" Wydany 7 maja z magazynem „NME”

1. „Violet Hill” – 3:50
2. „A Spell a Rebel Yell” – 2:42

- CD Wydane w Europie

1. „Violet Hill” – 3:50
2. „Lost?” (wersja akustyczna) – 3:40

## Pozycje na listach
| Notowanie                            | Pozycja |
| ------------------------------------ | ------- |
| United World Chart                   | 15      |
| Eurochart Hot 100                    | 9       |
| German Singles Charts                | 10      |
| Australian ARIA Singles Chart        | 31      |
| Dutch Top 40                         | 12      |
| Dutch Mega Top 50                    | 1       |
| Austrian Singles Chart               | 23      |
| New Zealand Singles Chart            | 26      |
| Danish Singles Chart                 | 28      |
| Canadian Hot 100                     | 6       |
| Chilean Singles Chart                | 51      |
| Swedish Singles Chart                | 8       |
| Swiss Singles Chart                  | 17      |
| Italian Singles Chart                | 11      |
| UK Singles Chart                     | 8       |
| UK Download Chart                    | 7       |
| Norwegian Singles Chart              | 8       |
| U.S. Billboard Hot Modern Rock Chart | 10      |
| U.S. Billboard Hot Digital Songs     | 18      |
| U.S. Billboard Hot 100               | 40      |
| U.S. Billboard Pop 100               | 38      |

## Certyfikaty i sprzedaż
| Kraj                         | Certyfikat      | Sprzedaż |
| ---------------------------- | --------------- | -------- |
| Brazylia (Pro-Música Brasil) | platynowa płyta | 60 000+  |
| Wielka Brytania (BPI)        | srebrna płyta   | 200 000+ |